# François Châtelet (athlétisme)
Pour les articles homonymes, voir François Châtelet (homonymie) et Châtelet.
François Châtelet (né le 27 février 1939 à Vesoul) est un athlète français spécialiste du 800 mètres. Il accumule au cours de sa carrière 18 sélections internationales et 2 titres de champion de France militaire.

## Carrière
Lors des Jeux méditerranéens de 1963 de Naples, François Châtelet obtient la médaille d'Argent du 800 mètres en 1 min 50 s 7. Il établit son record personnel en plein air sur 800 m en 1 min 47 s 80 à Paris-Charléty, le 12 juin 1964 sur une piste en cendrée (briques pilées bien concassées) puis participe en octobre aux Jeux olympiques d'été de 1964 à Tokyo ou il finit cinquième de sa série du premier tour avec le temps de 1 min 48 s 9.
François Châtelet a été demi-finaliste du 800 m aux J.O de Tokyo, il s'entraînait à l'INF (INSEP) auprès des Michel Jazy, Roger Bambuck ou encore Claude Piquemal, comme eux il avait commencé au Bataillon de Joinville.
De retour des Jeux olympiques, alors encore athlète il met en place sur demande du directeur départemental Jeunesse et Sport de l'époque l'un des premiers clubs d'Athlétisme français à sections (sur plusieurs villes d'un département). Le 19 novembre 1964, le club Groupe Athlétique Haut-Saônois (GAHS) est créée de toutes pièces avec ses sept sections par François Châtelet, il est le premier club de ce sport apparu dans ce département, il est encore cinquante plus tard le premier club d'Athlétisme en Haute-Saône (3500 athlètes cumulés de 1964 à 2014) et le jeune athlète pionnier de l'époque attaquait une longue carrière de secrétaire de club d'une durée de cinquante ans,.
Il a été élu entraîneur de l’année par la Fédération française d'athlétisme en 1995.

### Palmarès
| Date | Compétition                 | Lieu   | Résultat | Épreuve | Performance  |
| ---- | --------------------------- | ------ | -------- | ------- | ------------ |
| 1963 | Jeux méditerranéens de 1963 | Naples | 2e       | 800 m   | 1 min 50 s 7 |

### Records personnels
| Épreuve    | Performance   | Lieu           | Date         |
| ---------- | ------------- | -------------- | ------------ |
| 800 mètres | 1 min 47 s 80 | Paris-Charléty | 12 juin 1964 |